# Dirt Music
Dirt Music is een roman geschreven door Tim Winton. In 2002 won de roman de Miles Franklin Award en werd voor de Booker Prize genomineerd. Dirt Music werd door R. Willemse naar het Nederlands vertaald en onder de titel Over de rand van de wereld door uitgeverij De Geus uitgegeven.

## Samenvatting
Drie beschadigde mensen komen met elkaar in aanraking in een afgelegen vissersdorpje, het fictieve White Point, aan de West-Australische westkust.
Luther Fox verloor zijn familie in een verkeersongeluk. Omdat muziek pijn doet heeft hij zijn leven als muzikant achter zich gelaten. Hij overleeft als stroper, van het stelen van andermans visvangst.
Jim Buckridge is een visser, plaatselijk berucht en beroemd. Hij verdient goed dankzij de vangst en uitvoer van plaatselijke kreeften- (Western Rock Lobster) en mosselsoorten (Abalone) naar Japan. Buckridges vrouw stierf aan kanker. Hij bleef achter met zijn kinderen.
Georgiana Jutland is een telg van een rijke familie uit Perth. Ze liep verloren in het leven en kwam bij Jim Buckridge terecht. Ze slaagt er niet in een goede moeder te zijn en vult haar nachten met internetten en alcohol. Aan haar tijd als verpleegster heeft ze nachtmerries overgehouden.
Maar dan leert ze Fox kennen. Wanneer de dorpsbewoners en Buckridge er achter komen dat Fox en Jutland een relatie hebben en dat hij visfuiken leegrooft, wordt Fox' auto in brand gestoken en zijn hond gedood. Fox vlucht naar Broome en later nog noordelijker naar het fictieve Coronation Island, waar Jutland hem ooit over heeft verteld. Hij bezoekt onderweg het plaatsje Wittenoom waar zijn vader aan mesothelioom gestorven is.
Buckridge en Jutland gaan Fox achterna. Door Buckridges onverklaarbare achtervolging van Fox ontdekt Jutland langzaamaan Buckridges zoektocht naar verlossing en vergeving. Ondertussen probeert Fox in het tropische noorden te overleven. Hij vindt er terug muziek in de natuur.

## Thema's
Alle hoofd- en randpersonages uit het verhaal zijn op een bepaalde manier getraumatiseerd. Het verleden laat hen niet los en ze zoeken hulp bij de ander. Winton brengt de trauma's ook tot leven in zijn schrijfstijl, door herhalingen, typografie en narratieve technieken.
Het West-Australische landschap en de invloed ervan op de mens is een vaak wederkerend thema bij Winton, de relatie ook tussen de materiële en gevoelswereld waarin de mens leeft. De personages vinden pas genezing in een meer natuurlijke omgeving. Winton haalde ook nu weer zijn inspiratie uit de omgeving, de natuur. Hij reisde voor het boek veel in het noorden van West-Australië. In Fox' strijd om te overleven kwam bewust of onbewust ook de visie van de Aborigines in het verhaal tot uiting: het land behoort niet aan de mens toe maar de mens behoort toe aan het land.

## Bewerkingen
Winton koos samen met Lucky Oceans muziek voor een "soundtrack" bij het boek. De dubbel-cd werd in 2001 uitgebracht. De cd's bevatten vooral bluegrass en klassieke muziek. Volgende quote, gerelateerd aan de titel, komt uit het boek: (en) "Anything you could play on a verandah. You know, without electricity. Dirt music."
In 2019 werd de verfilming van het boek door Gregor Jordan uitgebracht. Kelly Macdonald, Garrett Hedlund en David Wenham vertolkten de hoofdrollen.

## Prijzen
- 2001 Western Australian Premier's Book Award Premier's Prize - boek van het jaar
- 2001 Western Australian Premier's Book Award Premier's Prize - fictie
- 2001 Good Reading Award
- 2002 Australian Booksellers Association - boek van het jaar
- 2002 Man Booker Prize - fictie (shortlist)
- 2002 Miles Franklin Award
- 2002 New South Wales Premier's Literary Award - Christina Stead-prijs voor fictie
- 2002 Kiriyama Pacific Rim Book Prize - fictie (shortlist)

Winton schonk AU$ 25.000 prijzengeld, ontvangen voor Dirt Music, aan de Save Ningaloo-campagne om de ontwikkeling van de Ningaloo-kust tegen te gaan.